# Keep the Faith
Keep the Faith peti je album američkog rock sastava Bon Jovi, izdan 1992. godine nakon četverogodišnje pauze. U te 4 godine puno se nagađalo o raspadu benda pošto se, nakon dvogodišnje turneje, svaki član benda sam vratio doma. Ulje na vatru dodala su i samostalna studijska izdanja određenih članova benda. Tako Jon Bon Jovi 1990. izdaje solo album Blaze Of Glory (u biti soundtrack za film Young Guns 2) s kojim je postigao veliki uspjeh, a Richie Sambora izdaje Stranger In This Town. Godine 1992. Alec John Such slomio je ruku te je morao pronaći potpuno novi način držanja bas-gitare za vrijeme svirke. Međutim album je bio najzrelije ostvarenje bedna do tada. Iako nije imao pretjerano velike hitove u SAD-u (ako izuzmemo Bed Of Roses) album je odlično prošao u Europi. U Sjedinjenim Američkim Državama prodao se u oko 3 milijuna primjeraka, a u svijetu u 17 milijuna.

## Singlovi
S albuma je izdano nekoliko singlova, od kojih četiri u SAD-u, a čak 6 u Velikoj Britaniji. Dok je pjesma Bed of Roses bila jedini američki Top 10 hit, s druge strane Atlantika, bilo ih je čak tri.
1. Bed Of Roses: billboard-#10; UK-#13
2. Keep The Faith: billboard-#29; UK-#5
3. In These Arms: billboard-#27; UK-#9
4. I'll Sleep When I'm Dead: billboard:#97; UK-#17
5. I Believe: UK-#11
6. Dry County: UK-#9

Album je bio 1993. najprodavaniji album u VB i Kanadi, a među 50 najprodavanijih albuma u SAD.

## Popis pjesama
1. "I Believe" – 5:58
2. "Keep the Faith" – 5:46
3. "I'll Sleep When I'm Dead" " – 4:43
4. "In These Arms" – 5:19
5. "Bed of Roses" – 6:34
6. "If I Was Your Mother" – 4:27
7. "Dry County" – 9:52
8. "Woman in Love" – 3:48
9. "Fear" – 3:06
10. "I Want You" – 5:36
11. "Blame it on the Love of Rock and Roll" – 4:24
12. "Little Bit of Soul" – 5:44
13. "Save a Prayer" *
14. "Starting All Over Again" *

[*] na nekim međunarodnim izdanjima

## Osoblje

### Bon Jovi
1. Jon Bon Jovi
2. Richie Sambora
3. Alec John Such
4. Tico Torres
5. David Bryan